# 会津屋八右衛門
会津屋 八右衛門（あいづや はちえもん、寛政10年（1798年） - 天保7年12月23日（1837年1月29日））は、江戸時代の回船問屋（浜田藩御用商人）。藩御用船「神福丸」船頭、会津屋清助の子。
本来は「今津屋八右衛門」であるが、昭和10年（1935年）建立の「八右衛門氏頌徳碑」に「會津屋」と記述され、会津屋が広まった。

## 経歴
江戸時代、各藩が私的に外国と貿易することは国法により禁止されていたが、浜田藩は借財に苦しんでおり、天保3年（1832年）、国家老岡田頼母、在国年寄松井図書、頼母の家臣勘定方橋本三兵衛（三平）は渡航申請を黙認した（密貿易を行おうと思ったのは、父の清助の船が難破して漂流しているところをオランダ船に助けられ東南アジアを回って帰ったことがきっかけというが確証はない）。八右衛門は地の利を生かして竹島（今日韓国との間に領有紛議が起きている竹島ではなく、その近隣の鬱陵島）に渡り、李氏朝鮮と密交易を行い、更にスマトラ、ジャワなど遠く東南アジアへまで足を伸ばして貿易を行った。
この密貿易には、藩主で老中の松平康任も黙認を与えていたとされ、目論見どおり巨利を得て藩財政再建に成功しかけたが、幕府隠密の間宮林蔵に密貿易を探知され発覚してしまう。間宮林蔵はこのあと九州に渡り、その帰途で大坂に立ち寄り大坂町奉行・矢部定謙に浜田藩の動きに注意することを伝える。
天保7年（1836年）6月、大坂町奉行の手によって橋本三兵衛とともに捕らえられ、12月23日に処分が幕府より言い渡され、橋本三兵衛とともに八右衛門は斬罪に処された。この時、八右衛門はすでに処罰は覚悟しており、捕縛される前に妻を離縁し、子は大坂に養子にだしている。
この一件は竹島事件といい、彼らの他、頼母、図書は切腹、また藩主の康任は死罪こそ免れたものの永蟄居を命じられる。そして、次子の康爵に家督は許されたが間もなく陸奥棚倉に懲罰的転封を命じられた。八右衛門らは、年貢増徴や藩士の俸禄切り下げによらずして財政危機を救おうとした人物たちとして、地元を中心に支持は根強い。

## 関連作品
- 古川薫「閉じられた海図」 文藝春秋 1988 のち文庫

### 歌謡曲
- 長編歌謡浪曲 浜田城の商人 海に虹をかけた男 （三波春夫）